# Nomoclastes
Nomoclastes is een geslacht van hooiwagens uit de familie Stygnidae.
De wetenschappelijke naam Nomoclastes is voor het eerst geldig gepubliceerd door Sørensen in 1932. 

## Soorten
Nomoclastes omvat de volgende 2 soorten:
- Nomoclastes quasimodo
- Nomoclastes taedifer